# أنجيلا كانغ
أنجيلا كانغ (بالإنجليزية: Angela Kang) هي كاتبة سيناريو أمريكية، (ولدت في إرفاين في الولايات المتحدة 1976  م).

## وصلات خارجية
- أنجيلا كانغ على موقع IMDb (الإنجليزية)
- أنجيلا كانغ على موقع ألو سيني (الفرنسية)
- أنجيلا كانغ على موقع قاعدة بيانات الفيلم (الإنجليزية)